# Andreas Sprecher von Bernegg
Andreas Sprecher von Bernegg (* 15. Oktober 1871 in Grabs (Schweiz); † 13. August 1951 in Zürich) war ein Schweizer Pflanzenbauwissenschaftler und Autor bedeutender Handbücher über tropische und subtropische Weltwirtschaftspflanzen. Sein offizielles botanisches Autorenkürzel lautet „Sprecher“.

## Leben
Andreas Sprecher von Bernegg studierte Botanik und promovierte 1907 an der ETH Zürich mit einer vielbeachteten Dissertation über den Ginkgo (Ginkgo biloba). Anschließend war er an der Eidgenössischen Landwirtschaftlichen Versuchsanstalt in Zürich tätig und seit 1912 arbeitete er an einer neu gegründeten landwirtschaftlichen Versuchsstation für Tabak und Kautschuk in Besuki auf der Insel Java. Nach seiner Rückkehr in die Schweiz im Jahre 1916 setzte er sich dafür ein, an der landwirtschaftlichen Abteilung der ETH Zürich Lehrveranstaltungen für tropischen Landbau abzuhalten. 1923 erhielt er einen Lehrauftrag für tropische Agrikultur, den er bis 1941 wahrnahm.
Während dieser Zeit leitete Andreas Sprecher am Institut für Pflanzenphysiologie dieser Hochschule auch ein Laboratorium für tropische und subtropische Kulturpflanzen. Er war Mitglied der Kommission für tropische und subtropische Agrikultur des Internationalen Landwirtschaftsinstituts in Rom. 1926 erfolgte seine Ernennung zum Titularprofessor. Einen Namen in der Fachwelt machte sich Andreas Sprecher vor allem als Autor hervorragender Monographien über tropische und subtropische Weltwirtschaftspflanzen.

## Schriften
- Tropische und subtropische Weltwirtschaftspflanzen – ihre Geschichte, Kultur und volkswirtschaftliche Bedeutung. 3 Teile, Verlag von Ferdinand Enke, Stuttgart 1929–1936. Teil 1: Stärke- und Zuckerpflanzen (1929); Teil 2: Ölpflanzen (1929); Teil 3, Genußpflanzen Band 1: Kakao und Kola (1934); Band 2: Kaffee und Guaraná (1934); Band 3: Der Teestrauch und der Tee. Die Mate- und Paraguayteepflanze (1936).